# Farida Azizi
Farida Azizi es una defensora afgana de la paz y los derechos de las mujeres. Azizi se ha reunido con el presidente George W. Bush y Hillary Clinton para tratar el papel de la mujer en la reconstrucción de Afganistán. Es miembro fundador de la Corporación para la Paz y la Unidad en Afganistán y es miembro de la Red de Mujeres Afganas. Su vida fue uno de los temas de la obra de teatro documental, Seven, siete vidas de mujeres de diversos países que superaron adversidades para lograr reformas fundamentales en contra de la violencia de género y la trata de personas.

## Biografía
Azizi nació en una familia pastún adinerada e importante, subclan de la tribu Kheshgi. Su padre era médico en el ejército afgano. En 1979, la Unión Soviética invadió Afganistán y Azizi y su familia huyeron a campos de refugiados en Pakistán. Durante algún tiempo, asistió a una escuela improvisada, pero los líderes religiosos conservadores (los muyahidines) del campo declararon que la educación no era islámica. Tanto su padre como su madre protestaron, citando del Corán que no había ninguna prohibición contra la educación de las mujeres, pero no lograron avances contra los conservadores religiosos. Su madre murió en el campo y uno de sus hermanos murió después de que lo reclutaran para luchar contra el ejército soviético. Después de que no pudo completar su educación, se casó y regresó brevemente a Kabul. Sin embargo, ella y su joven familia tuvieron problemas para subsistir, por lo que regresaron a Peshawar.
Entre 1996 y 2000, Azizi supervisó el programa de mujeres en Afganistán para Norwegian Church Aid (NCA). Aún viviendo en Pakistán, viajaría desde su base de operaciones a Afganistán para "apoyar a las mujeres en las áreas rurales, ayudándolas con programas de salud, generación de ingresos y educación". Los talibanes colocaron barricadas para evitar que la gente trajera suministros. Para poder entrar sin peligro al país, se disfrazaría de doctora de mujeres, vistiendo un burka con solo aberturas para los ojos.
En 1999, Azizi viajó a Virginia para asistir a un programa de capacitación de tres meses en Eastern Mennonite University. Cuando regresó, los talibanes la amenazaron por su "activismo a favor de las mujeres y por editar revistas infantiles que abogaban por la paz". Azizi solicitó asilo político en Estados Unidos. Cuando llegó a los Estados Unidos, testificó en una audiencia del Senado Se convirtió en parte de Vital Voices Global Partnership. Dijo que regresar a los EE. UU. Marcó una gran diferencia porque vio que otros países y grupos querían ayudar a hacer una diferencia en su país de origen. Ella "se involucró en un bombardeo de medios sin parar", hablando con CNN, programas de radio sindicados, en conferencias y universidades sobre la situación que estaban enfrentando las mujeres y niñas afganas.
Con Vital Voices, trabajó en cooperación con el Departamento de Trabajo de los Estados Unidos y otras corporaciones privadas para recolectar y distribuir materiales para estudiantes afganas en 2002. 
En 2003, regresó a Afganistán. Su marido le quitó los pasaportes estadounidenses a ella y a sus hijos y se quedó atrapada en Kabul. Quería irse con sus hijos pequeños y se le ocurrió un plan para escapar. Ella y sus hijos llegaron a la casa de un antiguo compañero de trabajo. Mientras estuvo allí, se puso muy enferma y pensó que no lo lograría, pero se recuperó. Hillary Clinton, entonces senadora, estaba en Kabul en ese momento y trató de ayudar a Azizi a escapar, pero al final, Azizi se vio obligada a escabullirse del país. Regresó a Virginia con sus hijos y continúa trabajando como oficial de programas para Vital Voices. En 2013, pudo viajar a Herat y trabajar con mujeres en el distrito de Kushk Rabat-e-Sangl, ubicado en el oeste de Afganistán.
Azizi es el tema de una obra de teatro, Seven, y su papel fue escrito por Ruth Margraff e interpretado por la actriz Annet Mahendru.